# Prarostino
Prarostino is een gemeente in de Italiaanse provincie Turijn (regio Piëmont) en telt 1268 inwoners (31-12-2004). De oppervlakte bedraagt 10,6 km², de bevolkingsdichtheid is 120 inwoners per km².

## Demografie
Prarostino telt ongeveer 543 huishoudens. Het aantal inwoners steeg in de periode 1991-2001 met 16,1% volgens cijfers uit de tienjaarlijkse volkstellingen van ISTAT.
| Jaar | Inwoneraantal |
| ---- | ------------- |
| 1991 | 1054          |
| 2001 | 1224          |
| 2004 | 1268          |

## Geografie
De gemeente ligt op ongeveer 738 m boven zeeniveau.
Prarostino grenst aan de volgende gemeenten: San Germano Chisone, Angrogna, San Secondo di Pinerolo, Bricherasio.
1. ↑  https://demo.istat.it/?l=it.